# Spongilla fluviatilis
Spongilla fluviatilis är en svampdjursart. Spongilla fluviatilis ingår i släktet Spongilla och familjen Spongillidae. Inga underarter finns listade i Catalogue of Life.